# Miles Davis and Horns
Miles Davis and Horns ist ein Jazz-Album von Miles Davis bei Prestige Records, aufgenommen in zwei verschiedenen Besetzungen am 17. Januar 1951 und 19. Februar 1953 in New York. Die Aufnahmen vom Januar 1951 wurden zunächst als Singles, dann auf einer EP und schließlich 1956 als 12°-LP zusammen mit Aufnahmen von 1953 als Miles Davis and Horns veröffentlicht. Die Januar-Session war Davis’ erste Aufnahmesitzung für das junge Prestige-Label und zudem das Plattendebüt des zwanzigjährigen Sonny Rollins. Das Plattencover der LP stammte von Don Martin.

## Das Album
Um Weihnachten 1950 stöberte Bob Weinstock, der gerade sein Jazzlabel Prestige Records gegründet hatte, Miles Davis in Chicago auf, wo dieser Billie Holiday im Hi-Note Club begleitete, und schloss mit ihm einen Plattenvertrag ab, der im Januar 1951 beginnen sollte. Ende 1950 wurde Miles von den Lesern des Magazins Metronome in deren Metronome All-Stars gewählt. Charlie Parker fragte ihn, ob er im Januar an Plattenaufnahmen für Verve mitwirken wolle. Am Vormittag des 17. Januar entstanden dann die Titel Au Privave, She Rote, K.C. Blues und Star Eyes. Am Nachmittag desselben Tages nahm Miles Davis dann für Prestige erstmals – zehn Monate seit seinen letzten Birth of the Cool Aufnahmen 1950 – wieder Stücke unter eigenem Namen auf. (Die Aufnahmen mit den Metronome All-Stars fanden nur wenige Tage später, am 23. Januar, im New Yorker Studio von Capitol Records statt.)
Für diese Session, deren Arrangeur vermutlich John Lewis war, hatte Davis eine Session-Band zusammengestellt; er spielte hier mit dem Posaunisten Bennie Green, dem Pianisten John Lewis, dem Bassisten Percy Heath und dem Schlagzeuger Roy Haynes. Mit dabei war auch der junge Tenorsaxophonist Sonny Rollins; es war das erste Studio-Treffen von Miles Davis und Sonny Rollins, das 1954 in den Aufnahmen von Doxy, Oleo und Airegin gipfeln sollte. Weinstock hielt den damals zwanzigjährigen Rollins anfangs für zu unerfahren, ließ sich dann aber nach Ende der Session davon überzeugen, mit Rollins dessen erste Single zu produzieren (I Know), was der Beginn seiner Schallplattenkarriere sein sollte.

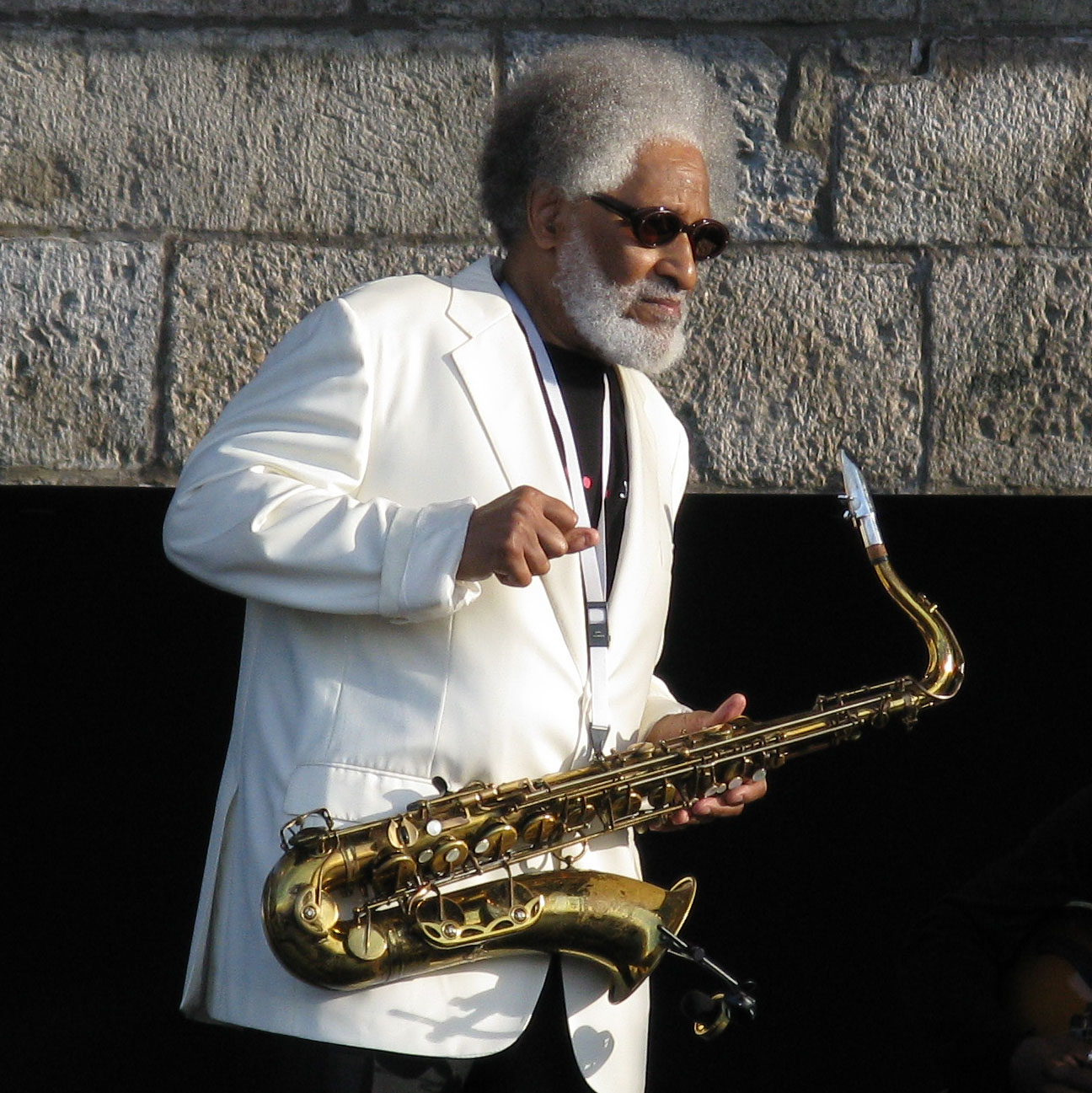
Sonny Rollins (2008)

Der erste Titel der Januar-Session, Morpheus, ist von der Komposition und Instrumentierung von Lewis her reiner Cool Jazz, jedoch die Soli von Miles Davis, Rollins und Lewis sowie die breaks von Green und Haynes im Bop-Idiom gehalten. Down ist eine 24-taktige Originalkomposition von Miles Davis; sie spiegelt die Stimmung des Titels wider. Die Solisten sind hier die drei Bläser, wobei Rollins am aggressivsten spielt, Davis am nachdenklichsten. Die zwei Takes von Blue Room differieren in der Besetzung; Green setzt in beiden aus; Rollins ist nur im ersten Take präsent; sein Solo kann „als Exempel seines frühen Stils“ verstanden werden, so der Kritiker Dan Morgenstern 1980. Davis ist in beiden Versionen in einer wehmütigen Stimmung und hat, insbesondere in der Quartettbesetzung, Ansatzprobleme. Mit Whispering greift Davis auf das harmonische Fundament des Bop-Klassikers Groovin’ High zurück; seine Interpretation enthält nach einer Piano-Einleitung in der Spielweise Count Basies zwei Soli von Davis, ein kurzes von Rollins und eine beeindruckende Improvisation von Bennie Green.
Das bei dieser Session entstandene Stück I Know war die erste Single, die unter Sonny Rollins’ eigenem Namen erschien und ist eine der seltenen Gelegenheiten, den Trompeter Miles Davis als Pianisten zu erleben. Lewis hatte nach den vorangegangenen Aufnahmen das Studio verlassen müssen; Davis nahm daraufhin seinen Platz ein; er spielte eine kurze Einleitung, hielt sich dann aber mit solistischen Beiträgen stark zurück. Obwohl das Stück als Miles Davis’ Komposition firmiert, hat es drei Rollins-Chorusse, die auf Akkordwechseln von Charlie Parkers Komposition Confirmation beruhen.
Die Januar-Aufnahmen des Jahres 1951 wurden für das 12"-Album, das Prestige 1956 auf den Markt brachte, mit Aufnahmen von Miles Davis mit der Band von Al Cohn und Zoot Sims gekoppelt. Die Titel, sämtlich Kompositionen von Al Cohn, sind in einer laid-back-Stimmung gehalten; dominierend sind die Arrangements von Al Cohn, bei denen Miles Davis gelegentlich Glanzlichter setzt. Weitere Mitwirkende sind hier Sonny Truitt, John Lewis, Leonard Gaskin und Kenny Clarke.

## Bewertung des Albums
Nach Meinung des Davis-Biographen Peter Wießmüller sind die frühen Aufnahmen des Trompeters für Prestige Records in hohem Maße durch seine damalige Heroinsucht beeinträchtigt; es seien Dokumente einer künstlerischen Stagnationsphase, die bis zu seinem legendären Walkin’ Album 1954 andauern sollte. Die Titel der ersten Prestige-Session leiden trotz der guten Arbeit der Rhythmusgruppe Heath/Haynes an einer „stilistischen Uneinheitlichkeit“; „so wird zum Beispiel der eher cool angelegten Komposition „Morpheus“ von John Lewis im Verlauf einfach ein Bop-Feeling aufgestülpt, während umgekehrt der Blues „Down“ darunter leidet, wenig Feuer zu haben.“ Bei Blue Room und Whispering beeinträchtigten auch technische Handicaps von Davis und Rollins das Ergebnis der Aufnahmen.

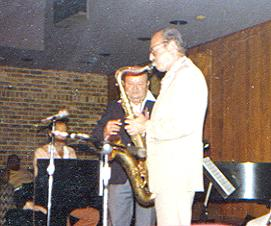
Al Cohn

Die zwei Jahre später entstandenen Al-Cohn-Arrangements zeichnen sich nach Peter Wießmüller durch „eine gewisse Schwerfälligkeit“ aus; der Gleichklang des Tandems Al Cohn/Zoot Sims „lässt bald Langeweile aufkommen. Allein Miles Davis leichtfüßige, originell verspielte Soli bringen Farbe in diese ansonsten wenig aufregende Musik.“ Die Kritiker Richard Cook & Brian Morton verleihen Miles Davis’ erstem Prestige-Album im Penguin Guide to Jazz lediglich zweieinhalb Sterne.

## Die Titel der 12"-LP 1956
Miles Davis and Horns (Prestige P 7025)
1. Morpheus (John Lewis) (2:21)
2. Down (Miles Davis) (2:51)
3. Blue Room (Take 2) (Richard Rodgers, Lorenz Hart) (3:00)
4. Whispering (John und Malvin Schonberger, Richard Coburn, Vincent Rose) (3:03)
5. Tasty Pudding (Al Cohn) (3:20)
6. Willie the Wailer (Cohn) (4:26)
7. Floppy (Cohn) (6:00)
8. For Adults Only (Cohn) (5:33)
9. Blue Room (Take 1) (Rodgers, Hart) (2:47) erst auf Wiederveröffentlichungen hinzugefügt (s. u.).

Bei folgenden Veröffentlichungen wurde die Session-Folge auch ganz oder teilweise umgedreht.

## Die Titel der Session vom 17. Januar 1951
1. Morpheus (John Lewis) (2:21)
2. Down (Miles Davis) (2:51)

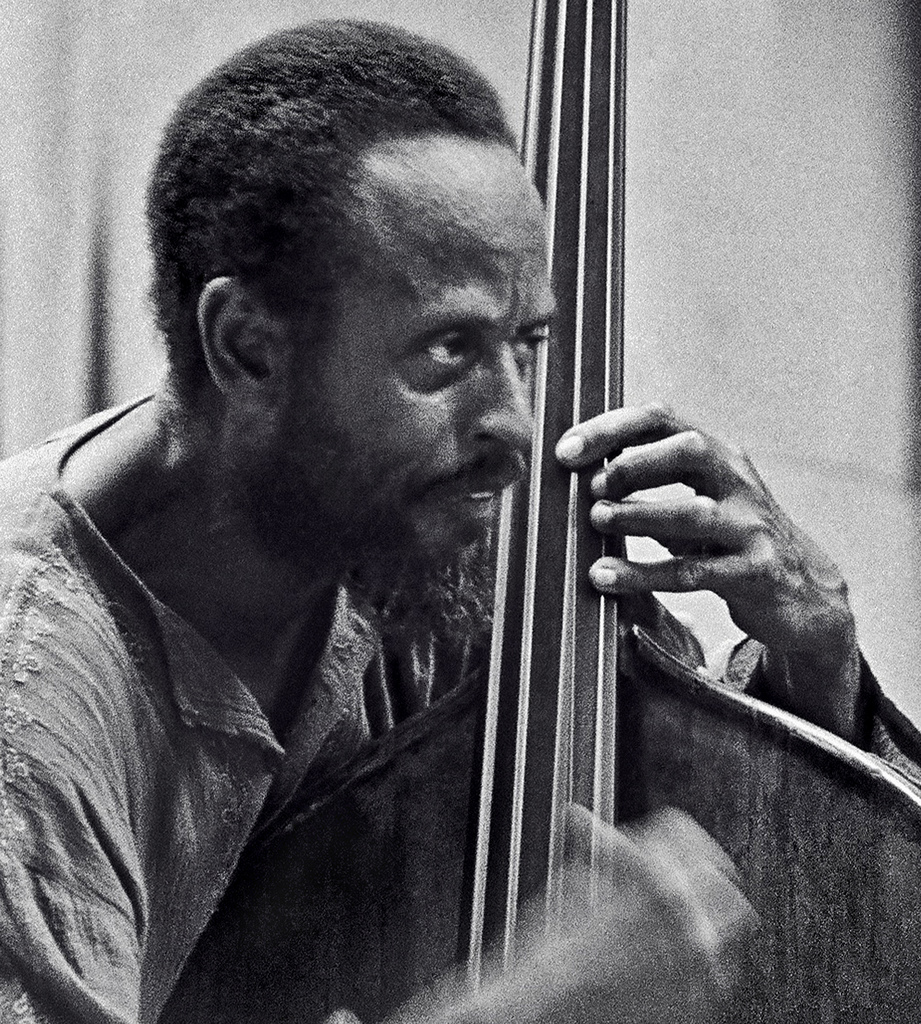
Percy Heath; 1977

3. Blue Room (Take 1) (Rodgers, Hart) (2:47)
4. Blue Room (Take 2) (Rodgers, Hart) (3:00)
5. Whispering (Schonberger, Schonberger, Coburn, Rose) (3:03)
6. I Know (Sonny Rollins) (2:30) veröffentlicht auf Sonny Rollins with the Modern Jazz Quartet (P 7029)

## Die Titel der Session vom 19. Februar 1953
1. Tasty Pudding (Al Cohn) (3:20)
2. Willie the Wailer (Cohn) (4:26)
3. Floppy (Cohn) (6:00)
4. For Adults Only (Cohn) (5:33)

## Editorische Hinweise
Die Aufnahmen des Albums Miles Davis and Horns (Prestige PRLP 7025; Fantasy OJC 053, OJCCD 053-2) erschienen zunächst als 10"-Singles (78 min−1) Miles Davis – Morpheus / Blue Room (Prestige SP 734) bzw. Miles Davis – Down / Whispering (Prestige SP 742). Zusammen erschienen die vier Stücke auf der 7°-EP (45 min−1) Miles Davis Sextet (Prestige PREP 1320).
Die Aufnahmenkombination von Miles Davis and Horns wurde auch unter den Titeln Early Miles 1951 & 1953 (Prestige PRLP 7168) und Early Miles (Prestige PR 7674). Letztere wurde um den ersten Take von Blue Room erweitert, der außerdem mit zwei längeren Stücken der zweiten Session mit Sonny Rollins vom Oktober des gleichen Jahres auf der 10"-LP (33⅓ min−1) Blue Period (Prestige PRLP 140) erschien, so wie bei späteren Wiederauflagen von Miles Davis and Horns. Mit der Session vom 5. Oktober, die Prestige vollständig als Dig herausbrachte (10"-LP, Prestige PRLP 7012), wurden unter diesem Namen auch mit den Aufnahmen vom Januar gekoppelt als 12"-LP wieder aufgelegt (Prestige P 24054).
Alle angeführten Aufnahmen erschienen auf der bisher einzigen vollständigen Edition aller Davis-Aufnahmen für Prestige, Chronicle – The Complete Prestige Recordings von 1980 (Box mit 14 LPs, Prestige P 012), die seit 1987 mit 8 CDs mehrfach neu aufgelegt wurde (8PCD-012-2) und auch als Download von Fantasy Records angeboten wird.